# Rinnal
Rinnal (Rindal, Rionnal, Rinnan) (fl. XX-XV secolo a.C.) figlio di Genann dei Fir Bolg, fu, nella mitologia irlandese, un leggendario re supremo d'Irlanda.
Prese il potere rovesciando Fiacha Cennfinnán, dopodiché regnò per 5 o 6 anni prima di essere a sua volta detronizzato dal cugino Fodbgen, figlio di Sengann.